# Conselve
Conselve is een gemeente in de Italiaanse provincie Padua (regio Veneto) en telt 9521 inwoners (31-12-2004). De oppervlakte bedraagt 24,2 km², de bevolkingsdichtheid is 393 inwoners per km².
De volgende frazioni maken deel uit van de gemeente: Palù, Beolo.

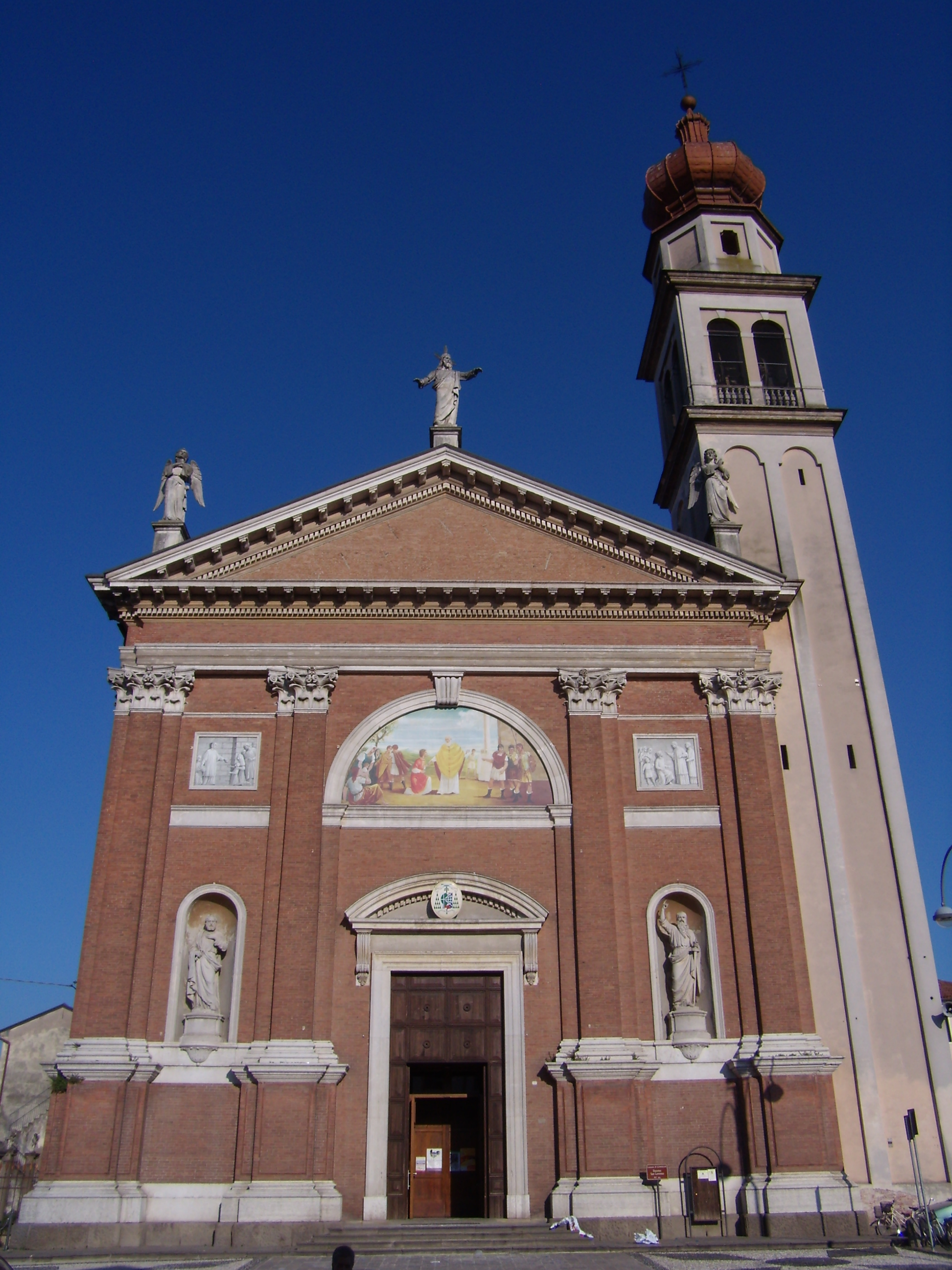
Dom van San Lorenzo
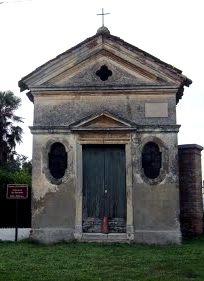
Oratorium San Benedetto

## Demografie
Conselve telt ongeveer 3358 huishoudens. Het aantal inwoners steeg in de periode 1991-2001 met 6,0% volgens cijfers uit de tienjaarlijkse volkstellingen van ISTAT.
| Jaar | Inwoneraantal |
| ---- | ------------- |
| 1991 | 8460          |
| 2001 | 8970          |

## Geografie
De gemeente ligt op ongeveer 7 m boven zeeniveau.
Conselve grenst aan de volgende gemeenten: Arre, Bagnoli di Sopra, Cartura, San Pietro Viminario, Terrassa Padovana, Tribano.

## Geboren
- Nazzareno Berto (1957), wielrenner